# Hazard Edizioni
Hazard Edizioni di Milano è stata fondata nel 1986 da Gianni Miriantini, già fondatore della libreria Tour de Babel a Parigi e socio della casa editrice francese Vertige Graphic. È stata una casa editrice specializzata nella realizzazione e pubblicazione di libri e cataloghi di grafica, illustrazione e soprattutto di fumetto, in particolare fumetto d'autore italiano e internazionale. Tra i molti volumi pubblicati dalla Hazard, hanno avuto un particolare successo quelli del maestro del manga e dell'animazione orientale Osamu Tezuka di cui appunto la Hazard detiene per l'Italia i diritti su diverse opere. Uno degli autori maggiormente pubblicati dalla casa editrice e di maggior successo è Paolo Cossi.

## Volumi principali pubblicati
- Enki Bilal: fuorigioco (Hors-jeu, con Patrick Cauvin, maggio 2000);
- Barbara Borlini e Francesco Memo: La rosa sepolta (settembre 2013);
- Guido Buzzelli: Zasafir (novembre 1999);
- Silvio Cadelo: Voglia di cane. Gli innocenti di Parigi (due volumi, 2002);
- Giuseppe Lo Bocchiaro, Valerio Spataro e Claudio Stassi: L'avvertimento (dall'omonimo racconto contenuto nell'antologia Un mese con Montalbano di Andrea Camilleri, novembre 2000);
- Mattia Colombara e Gianluca Maconi: Electric Requiem - Biografia a fumetti di Jimi Hendrix (ottobre 2010);
- Paolo Cossi: Medz Yeghern, il grande male (novembre 2007), 1432. Il veneziano che scoprì il baccalà (gennaio 2008), Un gentiluomo di fortuna - biografia a fumetti di Hugo Pratt (tre volumi, 2009-2012), Ararat - la montagna del mistero (novembre 2011), Il burattinaio delle Alpi (giugno 2013), L'uomo più vecchio del mondo (ottobre 2013), 1914. Io mi rifiuto! (settembre 2014)
- Salvatore D’Agostino: Un seculu di storia (da una poesia di Ignazio Buttitta, dicembre 2003)
- Nazareno Giusti: Non muoio neanche se mi ammazzano - Vita di Giovannino Guareschi (due volumi, 2012);
- Junji Itō: Tomie (ottobre 2006)
- Magnus: L'introvabile Magnus (antologia di racconti brevi);
- Jacques Tardi: Nebbia sul ponte di Tolbiac  (settembre 2000, dal romanzo di Léo Malet della serie I casi di Nestor Burma);
- Lorenzo Mattotti: Caboto (con Jeorge Zentner), Incidenti (1981), Fuochi (1984), La zona fatua (con Jerry Kramsky, 1987), Doctor Nefasto (con Jerry Kramsky, novembre 1991), Labirinti (con Jerry Kramsky, novembre 1997);
- Leiji Matsumoto: Racconti dal Bar Miraggio (2011);
- José Muñoz: Alack Sinner (due volumi intitolati Nicaragua e Trovare e ritrovare, con Carlos Sampayo), Pannamaria (con Jerome Charyn, 1999), Il morso del serpente (con Jerome Charyn, 1999);
- aleXsandro Palombo: Vanitas, inshallah (febbraio 2008);
- Luis Royo: Malefic (1994), Prohibited Book, Conceptions (maggio 2002);
- Osamu Tezuka: Sul fondo del cielo (antologia racconti brevi, giugno 2012)
- Sergio Tisselli e Valerio Rontini: Kim. Romanzo indiano (dall'omonimo romanzo di Joseph Rudyard Kipling, ottobre 2003)
- Sanpei Shirato: Akame. The Red Eyes (aprile 2008), Kagemaru den. La leggenda di un ninja (quattro volumi, 2012-2014)
- Seth Tobocman: Disastri e resistenza - Fumetti e scenari per il XXI secolo (ottobre 2010)
- Danijel Žeželj: King of Nekropolis (novembre 2007)

## Serie manga pubblicate
- Ayako di Osamu Tezuka
- Black Jack di Osamu Tezuka
- Budda di Osamu Tezuka
- Go
- Kagemaru den. La leggenda di un ninja di Sanpei Shirato
- Kimba, il leone bianco di Osamu Tezuka
- Kirihito di Osamu Tezuka
- L'anello dei Nibelunghi di Leiji Matsumoto
- La corazzata spazio-temporale Mahoroba di Leiji Matsumoto
- La Fenice di Osamu Tezuka
- La Nuova Corazzata Yamato di Leiji Matsumoto
- La principessa Zaffiro di Osamu Tezuka
- La storia dei tre Adolf di Osamu Tezuka
- MW di Osamu Tezuka
- QP - Soul of Violence di Hiroshi Takahashi
- Queen Emeraldas di Leiji Matsumoto
- The Shadow Warrior di Leiji Matsumoto